# Ляодун (провінція)
40°00′ пн. ш. 122°30′ сх. д. / 40° пн. ш. 122.5° сх. д.
Ляодун (кит. спр. 辽东) — провінція КНР, що існувала в 1949-1954. Назва провінції означала «на схід (дун) від річки Ляо».
Утворена 21 квітня 1949 з частин розформованих провінцій Аньдун, Ляобей і Ляонін, столицею стало місто Аньдун.
19 червня 1954 злита з провінцією Ляосі в провінцію Ляонін; міста, що входили до її складу — Тунхуа і Ляоюань, а також повіти Дунфен, Сіань, Хайлун, Тунхуа, Люхе, Хуейнань, Цзин'юй, Фусун, Байшань, Ліньцзян і Цзіань - увійшли до складу провінції Гірін.